# Moa Gammel
Moa Tuva Amanda Gammel (født 6. oktober 1980) er en svensk skuespillerinde, der har optrådt i forskellige film og tv-serier. Hun er særligt kendt for sin medvirken i Mikael Håströms miniserie Skyggernes hus og spillefilmen Vidunderlig kærlighed (2006), der blev hendes store gennembrud.
I 2015 havde Moa Gammel hovedrollen i dramaserien Jordskott, hvor hun samme år blev nomineret til Kristallen.

## Udvalgt filmografi
- Du bestämmer (tv-serie, 1995)
- Skyggernes hus (tv-serie, 1996)
- Tre kronor (tv-serie, 1999, ukrediteret)
- Sherdil (1999)
- Vita lögner (tv-serie, 2000-2001)
- Vidunderlig kærlighed (2006)
- Beck (tv-serie, 2007)
- Sommeren med Göran (2009)
- Livet i Fagervik (tv-serie, 2009)
- Lapland Odyssey (2010)
- Irene Huss (tv-serie, 2011)
- Tommy (2014)
- Jordskott (tv-serie, 2015-2017)
- Breaking Surface (2020)
- Juni (2022)
- Kodenavn: Annika (tv-serie, 2023)
- En helt normal familie (tv-serie, 2023)
- Agenterna (tv-serie, 2024)